# Onthophagus patinatus
Onthophagus patinatus es una especie de insecto del género Onthophagus, familia Scarabaeidae, orden Coleoptera.

Fue descrita científicamente por Marcus en 1917.